# Alcaim (cidade)
Alcaim (em árabe: القائم; romaniz.: Al-Qa'im) é uma cidade do Iraque situada na província de Ambar e distrito de Alcaim. Segundo censo de 2018, havia 74 100 habitantes.